# کرم ساقه‌خوار
به لارو انواع حشرات و بندپایان که ساقه گیاهان را سوراخ کرده و می‌خورند کرم ساقه‌خوار گفته می‌شود.
از آن‌جمله می‌توان به این‌ها اشاره کرد:
قاب‌بالان
- سوسکچه ساقه‌خوار موز (Cosmopolites sordidus)
- سوسک ساقه‌خوار سفید قهوه
- سوسک ساقه‌خوار نیشکر

پروانه‌سانان
- شاپرک ساقه‌خوار سفید آفریقایی (Maliarpha separatella)
- کرم ساقه‌خوار برنج (Chilo suppressalis)[۱]
- شاپرک ساقه‌خوار موز (Telchin licus)
- شاپرک ساقه‌خوار مصری (Earias insulana)
- شاپرک لبه‌طلایی ساقه‌خوار برنج (Chilo auricilius)[۱]
- شاپرک ساقه‌خوار گوجه‌فرنگی (Symmetrischema tangolias)
- شاپرک ساقه‌خوار زرد (Scirpophaga incertulas)[۱]
- شاپرک ساقه‌خوار سفید برنج (Scirpophaga innotata)[۱]